# Зотова Альбіна Сергіївна
Зо́това Альбíна Сергíївна (28 лютого 1939, г. Москва) — радянська і російська артистка цирку (наїзниця —дресирувальниця коней, ілюзіоністка). Закінчила Державне училище циркового мистецтва (Москва) у 1957 році. Народна артистка Росії (1992).. Нагороджена Орденом Дружби (1999).